# 2001年の出版
2001年の出版(2001ねんのしゅつぱん)では、2001年の出版関する出来事についてまとめる。
2000年の出版 - 2001年の出版 - 2002年の出版

## 出版関係の出来事
出版社の設立・倒産、文庫・新刊の創刊、雑誌の創刊・休刊、ミリオンセラーの出版の記載。特記した場合を除き、創刊、休刊・廃刊、復刊の日付は、それぞれ創刊号、最終号、復刊号の発売日である。

### 1月
- 同文書院が民事再生法の適用を申請。出版事業は存続。

### 2月
- プレジデント社が小学館に買収。

### 3月
- 5日 - 夕星社の女性向けファッション誌『mina』を創刊。[1]
- 23日 - 小学館の月刊美容専門誌『美的』を創刊。

### 5月
- 15日 - 新潮社の漫画雑誌『週刊コミックパンチ』を創刊。
- 東京創元社の文芸雑誌『創元推理21』を創刊。

### 8月
- 講談社の漫画雑誌『イブニング』を創刊。

### 9月
- 14日 - あわわの育児専門誌『ワイヤーママ』を創刊。[2]
- 24日 - 主婦と生活社の男性ファッション誌『LEON』を創刊。

### 10月
- 12日 - 双葉社のファッション誌『JILLE』を創刊。
- ミリオン出版の実話誌『実話ナックルズ』を創刊。[3]

### 12月
- 8日 - 講談社の漫画雑誌『One more Kiss』を創刊。
- 人文書主体の書籍問屋の鈴木書店が倒産。
- 弘済出版社が交通新聞社[4]を統合して交通新聞社 (2代目法人)なる。
- 徳間書店の女子中学生のファッション誌『ラブベリー』を創刊。

### 時期不明
- 徳間書店のアイドル雑誌『月刊エンタメ』を創刊。
- モデルアートの模型雑誌『艦船模型スペシャル』を創刊。
- 祥伝社の漫画雑誌『melon』を創刊。